# کامینگز (کانزاس)
کامینگز (به انگلیسی: Cummings) یک منطقهٔ مسکونی در ایالات متحده آمریکا است که در شهرستان اچیسون، کانزاس واقع شده‌است. کامینگز ۳۰۲٫۰۶ متر بالاتر از سطح دریا واقع شده‌است.